# FIS-Ladies-Cup
Der FIS-Ladies-Cup war eine Damen-Nachwuchsserie im Skispringen in den Saisons 2010/11 und 2011/12. Die Veranstaltungen fanden im Sommer auf Mattenschanzen und im Winter auf Schnee statt. Die Wettkämpfe fanden in Europa statt. Die Wettkampfserie wurde nach der Saison 2011/12 durch den Skisprung-Alpencup der Damen ersetzt.

## Entstehung
Vor dem Ladies-Cup gab es zwischen den Saisons 2000/2001 und 2003/2004 den Damen-Alpencup. Im Jahr 2010 wurde der Cup ins Leben gerufen und wurde in der Saison 2010/2011 zum allerersten Mal veranstaltet. Es war ein Übergang zwischen den nationalen Wettkämpfen eines Landes und dem Damen-Continental-Cup.

## Klassen und Schanzen
Damen konnten ab 12 Jahren am FIS-Ladies-Cup teilnehmen. Es gab drei Klassen: Schülerinnen, Juniorinnen und Damen. Es wurden mittlere Schanzen zwischen K 50 und K 70 benutzt.

## Wertungssystem
Die Wertung erfolgte nach dem FIS-Punktesystem und es gab ein Streichresultat.
| Platzierung | 1   | 2  | 3  | 4  | 5  | 6  | 7  | 8  | 9  | 10 | 11 | 12 | 13 | 14 | 15 | 16 | 17 | 18 | 19 | 20 | 21 | 22 | 23 | 24 | 25 | 26 | 27 | 28 | 29 | 30 |
| Punkte      | 100 | 80 | 60 | 50 | 45 | 40 | 36 | 32 | 29 | 26 | 24 | 22 | 20 | 18 | 16 | 15 | 14 | 13 | 12 | 11 | 10 | 9  | 8  | 7  | 6  | 5  | 4  | 3  | 2  | 1  |

## Saison und Veranstaltungen
- 1. Saison 2010/2011: 11.–12. September 2010 Mürzzuschlag (AUT), 25.–26. September 2010 Berchtesgaden (GER), 10.–11. Dezember 2010 Rastbüchl (GER), 28.–29. Dezember 2010 Gallio (ITA), 8.–9. Januar 2011 Ziri (SLO), 19.–20. Februar 2011 Isny (GER)
- 2. Saison 2011/2012: 2.–3. Juli. 2011 Kisovec (SLO), 28.–29. Juli 2011 Gérardmer (FRA), 27.–28. August 2011 Berchtesgaden (GER), 3.–4. September 2011 Gallio (ITA), 10.–11. September 2011 Ziri (SLO), 17.–18. Dezember 2011 Höhnhart (AUT), 14.–15. Januar 2012 Ziri (SLO), 21.–22. Januar 2012 Achomitz (AUT), 11.–12. Februar 2012 Isny (GER), 18.–19. Februar 2012 Toblach (ITA), 3.–4. März 2012 Braunlage (GER)

## Gesamtwertung
| Saison    | Schüler             | Junioren         | Damen         |
| --------- | ------------------- | ---------------- | ------------- |
| 2010/2011 | Anna Rupprecht      | Ramona Straub    | Nicole Hauer  |
| 2011/2012 | Elisabeth Raudaschl | Lucienne Höppner | Ramona Straub |